# ロックマン4 新たなる野望!!
『ロックマン4 新たなる野望!!』（ロックマンフォー あらたなるやぼう!!、ROCKMAN 4）は、カプコンから1991年12月6日に発売されたファミリーコンピュータ（以下FC）専用のアクションゲーム。ロックマンシリーズ第4作である。後にPlayStation（以下PS）や携帯アプリなどに移植された。

## 概要
ステージは8つの選択ステージとコサックステージ（4ステージ）、ワイリーステージ（4ステージ）の計16ステージから構成される。新アクションとして「チャージショット」が導入された初の作品。また、新キャラクターとして「エディー」が登場。オープニングデモではシリーズ第1作の導入部である、ロックマン誕生の過程が描かれる。
カートリッジの色は稲船敬二の趣味でオレンジになっている。

## ゲーム内容

### システムの変更点
- 威力の高いチャージショットを撃てるようになった[注釈 2]。最大チャージショットの威力は通常弾の3倍である。また、耐久力が2以下であればショットは貫通する。
  - 『大乱闘スマッシュブラザーズ for Nintendo 3DS/Wii U』では、ロックマンの横スマッシュ攻撃としてチャージショットが登場する。こちらも溜める時間に比例して、威力と射程が増大する。
- ロックマンの最大残機数がE缶最大保有数と同じく1桁になった。ただし、E缶の個数は前作と異なりパスワードに記録されない仕様になっている（この仕様は『ロックマン6』まで続く）。また、体力が全快の時にE缶を選択しても消費しなくなった（前作、前々作では選択すると消費した）。
- ステージの特定の場所で、アイテムを1つランダムで出してくれるエディーが登場した。
- 装備変更が前作までの切り替え型ウインドウ表示ではなく、ロックマンワールドシリーズで使われた武器リストが画面全体に一律表示されるタイプに変更。さらに『ロックマン3』で採用されたイメージアイコンに加え表示武器名が英単語で記述されるようになったが、ロックバスターやラッシュを除いては武器名ではなく倒したボスの名前である（リングマンの特殊武器なら"RING"など）。
- 一度クリアしたステージに何度でも挑戦できるシステムが復活した。ただし第1作とは違い、ボスとの再戦はできない（iアプリ版およびスマホアプリ版ではボスと再戦できるようになっている）。

## ストーリー
ロックマンが巨大ロボット「ガンマ」を撃破してから1年後。ライト博士と並び称される天才科学者、Dr.コサックが世界に宣戦布告をし、彼の作り出したロボットたちが突如として世界各所にある8つの大都市を占拠する。ロックマンは、新兵器「ニューロックバスター」を装備し戦いへと赴くのであった。

## 登場キャラクター

### メインキャラクター
DRN.001 ロックマン（Rockman）

DRN.002 ロール（Roll）
エンディングのみ登場。

Dr.コサック（Dr.Cossack）
本作での8体のボスの制作者である科学者。本来は善良な人物だが、ワイリーに娘を人質に取られたため、やむを得ずロックマンと対峙する。カリンカが救出された際にロックマンに謝罪する。
各ステージのボスの部屋の前にあるシンボルマークはCを三日月に見立てたものに赤い星がついたデザイン。

DRN.000 ブルース（Blues）
イベントのみ登場。ワイリーの味方のフリをし、誘拐されたカリンカを救出する。

Dr.ライト（Dr.Right）

カリンカ（Kalinka）
コサックの愛娘。ワイリーの人質にされてしまう。PlayStation版では囚われの身でありながらプレイヤーのナビゲーター役も務める。

Dr.ワイリー（Dr.Wily）
カリンカを誘拐し、コサックをロックマンを倒すように利用した張本人。

### ボスキャラクター

#### メインボス
以下のボスはDr.コサックの製作したものであるが、ワイリーの手で大幅な改造をされたため、ワイリーナンバーズにカテゴライズされている。『3』以前に比べて特殊武器での与ダメージ量が低くなったほか、ファラオマンを除いて接触時の被ダメージ量が高めに設定されている。
DWN.025 ブライトマン（Brightman）
長所：アイデアマン / 短所：おしゃべり/ 好き：発明/ 嫌い：夜のネオン
元々は暗い場所を照らすために造られた照明用ロボット。頭部の電球からは1000万ワットの光を発し、ロボットのカメラアイの安全装置を作動させるのを利用し、一時的に行動不能にさせるフラッシュストッパーが武器。ゲームでは体力が特定の数値になると発動する。フラッシュストッパーだけでエネルギーの大半を費やしてしまうため、バスターの他には強力な武器は装備していない。戦いが終わった後は電気屋で働いている。
キャラクターデザインは榎本よしたか。原案ハガキでの名前は「パールマン」。

DWN.026 トードマン（Toadman）
長所：理科が得意 / 短所：音痴 / 好き：三段跳び / 嫌い：スネークマン
人工の雨を発生させて水不足の時に大活躍していた農作業ロボットをDr.ワイリーが改造。ロボットに悪影響を与える強酸性雨レインフラッシュを降らせるようになった。
レインフラッシュは画面全体に効果を及ぼす強力な攻撃だが、腰を振っている間に攻撃すれば止める。他には跳ね回っての体当たり攻撃を持つ。
原案ハガキでは「タング砲」という武器を持っていた。

DWN.027 ドリルマン（Drillman）
長所：仕事熱心 / 短所：計画性がない / 好き：突貫工事 / 嫌い：計算
元々、工事現場などで働いていた穴掘りロボットを戦闘用に改造したもの。頭と両手がドリルになっている。地面の硬さに応じてドリルを換装できる。地中に潜り、足元から奇襲をかける戦いが得意。両腕から特殊武器ドリルボムを発射する。
一度、温泉を掘り当てて表彰されたことがある。
地中に潜っている間も、レインフラッシュならダメージを与えられる。なお、ワイリーステージでの再戦時にこの方法で止めをさすと、ライフエネルギーを回収できない。

DWN.028 ファラオマン（Pharaohman）
長所：カリスマ性がある / 短所：美人に弱い / 好き：財宝 / 嫌い：墓荒らし
ピラミッド探索用のロボットを戦闘用に改造。外見はピラミッドの呪いをさけるために、ツタンカーメンに似せてデザインされている。ピラミッド内部にあるかもしれない罠に備えて、耐久性と敏捷性が高く設定されている。1000体もの部下、マミーラたちを従えている。太陽エネルギーを溜めて放つこともできるファラオショットが特殊武器。
暗いピラミッド内で活動することを前提に作られたため、微弱な光でも周囲が見えるようにカメラアイの感度が良いが、急激な光には弱い。接触によるダメージが他のボスの半分程度に設定されている。
原案ハガキでの名前は「ミイラマン」。

DWN.029 リングマン（Ringman）
長所：戦略家 / 短所：自信家 / 好き：輪投げ / 嫌い：子供
戦闘用に開発された戦闘ロボット。無類の自信家で「オレに倒せない敵はいない」と豪語している。飛距離や角度を自由に操れるリングブーメランが特殊武器。
『ロックマン10』では、過去のシリーズに登場したボスロボットたちの能力をコピーしたボス・ウェポンアーカイブのコアの一体として選ばれている。

DWN.030 ダストマン（Dustman）
長所：大食漢 / 短所：息が臭い / 好き：年末大掃除 / 嫌い：花粉
元々ゴミを吸い込んで圧縮処理する自動ゴミ収集ロボット。その吸引力にDr.ワイリーが惚れこみ、戦闘用に改造した。きれい好きな性格で、研究所の掃除役としても活躍している。ゴミの塊を放つダストクラッシャーが特殊武器。吸引攻撃でロックマンを吸い寄せることもあり、その時は攻撃が効かない。
キャラクターデザインは村田雄介。

DWN.031 ダイブマン（Diveman）
長所：耳がいい / 短所：乗り物酔いしやすい / 好き：珊瑚礁の海 / 嫌い：パイレーツマン
小型潜水艦にAIを内蔵した水中探査ロボット。胸からホーミングする魚雷ダイブミサイルを発射するように開発されたが、設計ミスで自身がミサイルの様に突っ込んでいくことがある。その破壊力には本人も驚いている。基本的に単細胞な性格であれこれ小難しいことは考えない。戦いが終わった後は、海の治安を守るためにパトロールをしている。

DWN.032 スカルマン（Skullman）
長所：骨身を惜しまない / 短所：悪趣味 / 好き：ホラー映画 / 嫌い：こだわり
リングマンと同じく戦闘用に開発された戦闘ロボット。戦うこと以外は何も教えられておらず、知略に長け、残忍な性格の持ち主。特殊武器スカルバリアーは、骸骨状のビットに特殊エネルギーを付加してから回転させることで使用者を防護する。また、バスターで攻撃する。
ロックマンの動きに合わせて行動するので、戦闘開始直後に限り、ロックマンが何か行動するまでは何も行動を起こさない。

#### 中ボスキャラクター
エスカルー
トードマンステージの中ボス。戦闘用に改造されたカタツムリ型ロボット。しかし改造ミスにより動けなくなってしまった。背中から爆弾を投下したり、目玉をブーメランのように飛ばす。目玉が弱点で、開いているときのみダメージを与えられる。

カバトンキュー
リングマンステージの中ボス。だるま落としをヒントに作られたカバ型ロボット。口から誘導ミサイルを撃ってくる。ダメージを与えるためには上方を攻撃できる武器を使うか、支えを破壊して位置を低くしなければならない。支えは一定時間が経つと自動的に補充される。

モビー
ダイブマンステージの中ボス。クジラ型ロボット。口から高速の誘導ミサイルを放ち、背中から4つに分離して水中を揺らす機雷を降らせる。

#### その他のボスキャラクター
モスラーヤ（Mothraya）
コサックステージ1のボス。蝶や蛾のような見た目をしている。元は寒冷地などで砕氷などを行うための作業用ロボット。それゆえに口から伸びるドリルの威力は強力な上、足場を砕いてしまう。エネルギー弾を発射する真ん中のコアが弱点。

スクエアーマシン（Square Machine）
コサックステージ2のボス。3つの部屋状の巨大パーツがスライドして中に敵を閉じ込める「侵入者阻止シャッター」だが、うっかり作業用の足場を取り除き忘れられた。強力なプラズマエネルギー弾によって閉じ込めた侵入者を撃退するが、その発射口が弱点にもなっている（スマホアプリ版では足場が下からすり抜けられるようになっている）。

コックローチツイン（Cockroach Twin）
コサックステージ3のボス。元は建造物補修用ロボットで、ワイリーとコサックが戦闘用に改造。壁に沿って動く。2体セットで販売されていたために「ツイン」と名づけられた。ゲーム内でも、それぞれで2体と戦う。1体目と2体目では攻撃方法と移動スピードが異なる。

コサックキャッチャー（Cossack Catcher）
コサックステージ4のボス。クレーン機を連想させる形をした、大きなマジックハンドが特徴的の大型メカ。そのハンドで敵を掴み、高いところから落とすことでダメージを与える構想となっている他、3つに分散するエネルギー弾を発射する。コサックが、自らが得意としているクレーンゲームをヒントに作り上げた。

メットール・ダディ（Mettaul Dady）
ワイリーステージ1のボス。単体でメットールを生産できる能力を備えた大型メカ。ジェット噴射による機動性の高い移動が可能。冷却効率が悪く、熱攻撃に弱い。

タコトラッシュ（Tako Trush）
ワイリーステージ2のボス。大型ゴミ処理用ロボットをワイリーが対ロックマン戦用兵器として改造したもの。頭部から爆弾、口から火炎放射と、高い火力を備えている。
とある武器を当てると、本体の当たり判定が無くなる。

ワイリーマシン4号（Wily Machine 4）
ワイリーステージ3のボス。初めてワイリーカプセルが内蔵されることとなった、対ロックマン戦用兵器（ただしワイリーカプセルとは連戦ではなく次のステージで戦う）。機体にドクロの意匠が使われるようになったのも本作が初である。
ドクロ型のフロントカバーに隠した拡散ビーム砲が主力兵装。また、第一形態がやられてコックピットが露出すると、強化システムが発動する。
第二形態に止めを刺した直後に脱出するワイリーカプセルにレインフラッシュを撃つと、ワイリーカプセルが消えてしまいゲームが進まなくなる。また、フラッシュストッパーで一時的に止めることができる。

ワイリーカプセル（Wily Capsule）
ワイリーステージ4のボス。ワイリーマシン4号が破壊された際に用いる脱出装置。赤外線探知装置を内蔵しており、単体でも小型兵器として戦うことができる。暗闇の中で戦うことになり、一定間隔で姿を現し威力の高いエネルギー弾で攻撃を仕掛けてくる。ロックバスターも効かず、効果のある特殊武器も2種類しかない。最終ボスのBGMがシリーズで初めて使われている。倒すと部屋が明るくなり、ワイリーが土下座をして反省した振りをして基地の自爆装置を作動させて逃走する。

## 特殊武器
本作ではいずれの武器も連射が利かず、画面内に1発までしか出せない。ただしファラオショットのみ例外で、画面内に三発まで出せる。
フラッシュストッパー（Flash Stopper）（BRIGHT） - ブライトマンを撃破 - 消費エネルギー（4）
全身から1000万ワットの光を放ち、周囲のロボットをカメラアイの安全装置を起動させることで機能を一時停止させる。一定時間が経過すると元に戻る。『ロックマン2』におけるタイムストッパーと同様の性質だが、こちらは発動中もバスター（チャージ不可）が使用可能であり、エネルギー消費の方式も異なる。また、ステージ内の仕掛けの動きまでは止めることができない。なお弱点ボスを除き、他のボス級ロボットにはカメラアイに対する防御装置が施されているという設定で効果がない。

レインフラッシュ（Rain Flush）（TOAD） - トードマンを撃破 - 消費エネルギー（4）
農業用水撒きカプセル内に強力で特殊な酸を入れて攻撃用に改造したもの。上空にカプセルを発射後、少し間を置いてから酸性雨を降らせて画面全体を攻撃する。攻撃判定の発生は遅いものの威力が高く、ガード状態の敵に対してもガードを無視してダメージを与えることが可能。

ドリルボム（Drill Bomb）（DRILL） - ドリルマンを撃破 - 消費エネルギー（1）
ドリル状のミサイルを発射する。特定の壁を破壊可能。ミサイルは敵や壁に接触すると爆発するほか、発射中に再度Bボタンを押すことで遠隔操作による起爆も可能。無効な敵には弾かれてしまうが、接触する直前で起爆させると、爆風でダメージを与えられる。

ファラオショット（Pharaoh Shot）（PHARAOH） - ファラオマンを撃破 - 消費エネルギー（1、2）
少量の太陽エネルギーを増幅させ、膨大なエネルギーに変換・圧縮して放つ熱光弾。方向キー入力により、任意で正面・斜め上下の3方向に発射可能。また、ボタンを押し続けることによりチャージが可能で、チャージショットは常に頭上に浮かび上がるようになっている。浮かんでいる弾にも常に攻撃判定が発生しているため、それを直接敵に当てても攻撃可能（この場合は弾を発射したことにならないため、エネルギーは消費しない）。

リングブーメラン（Ring Boomerang）（RING） - リングマンを撃破 - 消費エネルギー（1）
リング状のブーメランを発射する。一定距離飛んだ後、手元に戻ってくる。射程は短く威力も低いが、貫通力が高く地形や敵などあらゆる物体を貫通する。

ダストクラッシャー（Dust Crusher）（DUST） - ダストマンを撃破 - 消費エネルギー（1）
圧縮された廃棄物の塊を発射する。敵に当たると斜め4方向に分裂し、それぞれの方向に飛んでいく。接触時と分裂時で2段ヒットするためダメージ効率が高い。地形は貫通する。

ダイブミサイル（Dive Missile）（DIVE） - ダイブマンを撃破 - 消費エネルギー（1）
大きな魚を捕まえるための追尾ミサイルを改造した、水陸両用ホーミングミサイル。ただし無効な敵は追尾しない。

スカルバリアー（Skull Barrier）（SKULL） - スカルマンを撃破 - 消費エネルギー（2）
特殊エネルギーを秘めた骸骨型の弾をロックマンの周囲で回転させるバリア系の武器。『ロックマン2』に登場したリーフシールドと違い、バリア展開中でも移動が可能となったが、発射することはできない。敵弾をかき消せるが、敵または敵弾に一度接触するとバリアは消滅してしまう。
『大乱闘スマッシュブラザーズ for Nintendo 3DS/Wii U』では、ロックマンの下必殺ワザのカスタマイズの1つとして登場する。

### その他の特殊武器
ラッシュコイル（Rush Coil） - 最初から所持 - 消費エネルギー（2）
上に乗ると大ジャンプできる。従来通りの性能。

ラッシュジェット（Rush Jet） - ドリルマンを撃破 - 消費エネルギー（-）
上に乗ると空を飛行する。前作とは異なり、自動で前方に一定速度で移動する。操作は十字キー上下で高度調整、後ろで減速ができるようになっている。また、足場の無い場所でも呼び出すことが可能になったが、水中では使用不能になった。

ラッシュマリン（Rush Marine） - トードマンを撃破 - 消費エネルギー（-）
水中で呼び出し、水中を自在に進むことができる。前作とは異なり、水上には一切出られない。搭乗中はラッシュの口からバスターを発射できる。
次作『ロックマン5』からラッシュジェットが水中でも使用可能となったため、今作を最後に廃止された。

バルーン（Balloon） - 特定のステージでアイテムを入手 - 消費エネルギー（2）
ロックマンの目の前に気球状の足場を出現させる。画面内に最大3つまで出せる。ロックマンが乗ると重みで上昇スピードが少しだけ落ちる。特徴は『2』のアイテム1号とほぼ共通している。

ワイヤー（Wire） - 特定のステージでアイテムを入手 - 消費エネルギー（2）
地上で立ち止まっている時のみ使用可能。方向キーの上を押すとロックマンが上を向き、その状態でBボタンを押すことで真上に向けてワイヤーを発射する。ワイヤーは天井に接触すると自動で縮まり、ロックマンを高速で天井まで持ち上げる。ぶら下がり中はバスター（チャージ不可）が使用可能で、方向キーの下を押すと落下する。移動だけでなく、ワイヤーの先端に攻撃判定が存在する（携帯アプリ版では攻撃判定がなくなっている）ため、対空攻撃手段としても利用可能。

## 他機種版
| No. | タイトル                             | 発売日         | 対応機種                                            | 開発元                  | 発売元   | メディア                              | 型式 | 売上本数 | 備考                                                 |
| --- | ------------------------------------ | -------------- | --------------------------------------------------- | ----------------------- | -------- | ------------------------------------- | ---- | -------- | ---------------------------------------------------- |
| 1   | ロックマン4 新たなる野望! !          | 1999年10月28日 | PlayStation                                         | エルステッド インテック | カプコン | CD-ROM                                | -    | -        |                                                      |
| 2   | ロックマン4 新たなる野望! !          | 2003年5月29日  | PlayStation                                         | エルステッド インテック | カプコン | CD-ROM （PS one Books）               | -    | -        | 廉価版                                               |
| 3   | Mega Man Anniversary Collection      | 2004年6月23日  | PlayStation 2 ニンテンドー ゲームキューブ           | Atomic Planet           | カプコン | DVD-ROM 8センチ光ディスク             | -    | -        | 他シリーズの9作品との合同収録作。PlayStation版を収録 |
| 4   | Mega Man Anniversary Collection      | 2005年3月15日  | Xbox                                                | Atomic Planet           | カプコン | DVD-ROM                               | -    | -        | 他シリーズの9作品との合同収録作。PlayStation版を収録 |
| 5   | ロックマン4 新たなる野望! !          | 2010年2月9日   | Wii                                                 | カプコン                | カプコン | ダウンロード （バーチャルコンソール） | -    | -        |                                                      |
| 6   | ロックマン4 新たなる野望! !          | 2011年2月9日   | PlayStation 3 PlayStation Portable PlayStation Vita | エルステッド インテック | カプコン | ダウンロード （ゲームアーカイブス）   | -    | -        | PlayStation版の移植                                  |
| 7   | ロックマン4 新たなる野望! !          | 2012年10月17日 | ニンテンドー3DS                                     | カプコン                | カプコン | ダウンロード （バーチャルコンソール） | -    | -        |                                                      |
| 8   | ロックマン4 新たなる野望! !          | 2013年6月12日  | Wii U                                               | カプコン                | カプコン | ダウンロード （バーチャルコンソール） | -    | -        |                                                      |
| 9   | ロックマン クラシックス コレクション | 2016年2月25日  | ニンテンドー3DS                                     | Digital Eclipse         | カプコン | 3DSカード                             | -    | -        | 他シリーズの5作品との合同収録作                      |
| 10  | ロックマン クラシックス コレクション | 2016年5月26日  | PlayStation 4 Xbox One Steam                        | Digital Eclipse         | カプコン | ダウンロード                          | -    | -        | 他シリーズの5作品との合同収録作                      |
| 11  | ロックマン クラシックス コレクション | 2018年5月24日  | Nintendo Switch                                     | Digital Eclipse         | カプコン | Switch専用ゲームカード・ダウンロード  | -    | -        | 他シリーズの5作品との合同収録作                      |

PlayStation版
本作から『6』までのPSの移植版では、ナビモードのBGMが全曲アレンジバージョンとなる。この内アーケード作品で使用されていたBGMは従来通りそこからの流用であるが、その他のBGMは本作用に新規にアレンジ曲が作成されている。
また、新たな追加要素として、ゲームをプレイしていくとライト博士が「パワーアップパーツ」を開発し、ナビモードでそれらを選択・装備することで、ダメージの軽減などロックマンの基本性能を上げることができる。
なお、日本未発売のコレクションソフト『Mega Man Anniversary Collection』に収録されているものは、単独で発売されたものと比較すると、以下の違いがある（『6』までも同様）。
- ナビモードでパワーアップパーツを装備できなくなった。
- ナビモードの武器選択画面が、オリジナルモードと同一となっている。

## 攻略本
- トクマインターメディアムック完璧攻略本シリーズ ロックマン4 新たなる野望!! 完全攻略本 - 徳間書店インターメディア、1992年1月10日
- ロックマン4・5・6 公式ガイドブック - アスペクト、2000年1月7日、ISBN 4-7572-0648-8

## その他
- この作品のボスキャラクター公募の当選者には金色のカセットとバスタオルが送られ、中でも金色のカセット（ゴールドカートリッジ）は世界に8個しか存在せず、秋葉原のゲーム店で59万円の値がついており、『TVチャンピオン』、『ゲームセンターCX』、『お試しかっ!』などのメディアに取り上げられた。現在この商品には値札は貼られていない。
  - 後に、当選者の一人である榎本よしたかが『開運!なんでも鑑定団』（2014年8月12日放送分）でこのゴールドカートリッジの鑑定を依頼し、平林久和が鑑定を行った結果、40万円の値が付けられた[6]。
- スタッフロールのBGMは、『ロックマン2』のオープニングの曲をアレンジしたものが使われている（スマホアプリ版ではスタッフロールがまるごとカットされた）。
- FC版シリーズ（『ロックマン6』までのナンバリング作品とFCグラフィックの『9』、『10』も含む）では唯一、武器装備画面呼び出しのSEが他のシリーズと異なっている（カーソルのSEも異なる）。また他のシリーズ作品に比べて画面切り替え時のスクロールやE缶での回復とボス登場のエネルギーの上昇が遅めになっているなど、演出面で他作品との違いが見られる（スマホアプリ版ではエネルギーの上昇がそれまでの作品と同じ速さになった他、画面切り替え時にスクロールがしなくなった）。
- 本作より敵を倒した時にドロップしたアイテムが消える前には点滅するようになった。
- タイトル曲は、FCでは時間が経つとオープニングデモに切り替わるために曲が途切れるが、PS版でセーブファイルを選択している時か、サウンドモードで曲の最初にループする所まで聞ける（『5』も同様）他、携帯アプリ版でもそのままループする所まで聞けるようになっている。
- 本作発売後から、バンダイからカードダスなどのグッズ発売や、講談社の『コミックボンボン』で連載漫画開始といった、シリーズのメディアミックス展開が行われるようになった。